# Завод №9
ВАТ «Завод № 9»  основний розробник і виробник ствольних артилерійських систем в Росії, єдиний в країні розробник танкових гармат. Знаходиться в федеральній власності, входить до складу науково-виробничої корпорації «Уралвагонзавод». Розташований в Єкатеринбурзі.

## Історія
«Завод № 9» створений в 1942 році на базі артилерійського виробництва «Уралмашзавода» (артилерійський завод мав назву мехцех № 2, пущений 1 травня 1932 року), а також евакуйованих Кіровського заводу (з Ленінграда) і заводу «Барикади» (зі Сталінграда). Конструкторське бюро нового заводу (ОКБ—9) зайнявся розробкою ствольної артилерійської техніки для сухопутних військ.
За час Другої світової війни завод поставив фронту велику кількість гаубиць М—30 і —1. Стволи «Заводу № 9» стояли на самохідних установках СУ-85, СУ-100, СУ-122, ІСУ-152, танках Т-34, ІС-1, ІС-2 і ІС-3 (всього за роки війни випущено 30 000 артсистем).
Після закінчення Великої вітчизняної війни всі масові вітчизняні танки озброювалися гарматами «Заводу № 9».
У 1958 році завод повернувся до складу Уралмашзаводу. У 1995 році був відтворений як самостійне державне унітарне підприємство «Завод № 9».
У 1990—ті роки крім військової став випускати цивільну продукцію, використовуючи напрацювання у створенні артилерійських механізмів. Зокрема, запустив виробництво мостів для тролейбусів. Не припинялися і військові розробки. У 2004 році «Завод № 9» продемонстрував на виставці озброєнь в Нижньому Тагілі нову 122-мм штурмову гармату.
У 2005 році Міноборони Росії були прийняті на озброєння розроблені заводом 125 мм танкові гармати для Т-80, Т-90 і 125 мм гармата 2А75 для самохідної протитанкової гармати 2С25.
Однак в 2006 році, за словами директора «Заводу № 9», «підприємство практично не працювало, воно було банкрутом, без шансів на виживання»
Ліквідації заводу вдалося уникнути. У 2008 році він був перетворений з Федерального державного унітарного підприємства (ФДУП) на відкрите акціонерне товариство (ВАТ) відповідно до указу Президента РФ. 100 відсотків акцій «Заводу № 9» були внесені в статутний капітал «Уралвагонзаводу».
У тому ж році, вперше за попередні десять років, завод перестав приносити збитки.
В рамках інтеграції з іншими підприємствами корпорації «Уралвагонзавод» завод освоює виробництво 152 міліметрової гаубиці 2А64 для самохідної артилерійської гаубиці Мста-С виробництва «Уралтрансмаш»

## Продукція
В даний час «Завод № 9» виробляє близько двадцяти найменувань продукції як цивільного, так і військового призначення. З них найбільш значущі:
— буксирні гармати, в тому числі гаубиця Д-30А;
— танкові гармати для модернізованих Т-62 і Т-72, а також для нових танків Т-90 і Т-14;
— реактивні бомбометні установки РБУ-1000 і РБУ—6000.
Важливе значення для заводу грає обслуговування своїх артилерійських систем, які перебувають на озброєнні понад 60 країн світу.